# Charalambos Holidis
Charalambos Holidis (in greco Χαράλαμπος Χολίδης?; Atyrau, 1º ottobre 1956 – Atene, 26 giugno 2019) è stato un lottatore greco, specializzato nella lotta greco-romana.

## Palmarès

### Olimpiadi
- 2 medaglie:
  - 2 bronzi (Los Angeles 1984 nei pesi piuma; Seul 1988 nei pesi piuma)